# Danny Masterson
Pour les articles homonymes, voir Masterson.
Daniel Masterson, dit Danny Masterson, né le 13 mars 1976 à Long Island, dans l'État de New York, est un acteur et violeur inculpé américain.

## Biographie
Danny Masterson est né le 13 mars 1976 à Albertson, dans le comté de Nassau à Long Island aux États-Unis. Sa mère, Carol, est son manager et son père, Peter, est dans les assurances. Son jeune frère Christopher est connu pour le rôle de Francis dans la série télévisée Malcolm.
Leurs parents ont divorcé en 1984. Du côté de leur père ils ont un demi-frère Will. Leur mère s'est remariée à Joe Reaiche, célèbre rugbyman de Sydney, et de leur union sont nées Jordan et Alanna, qui est maintenant connue pour le rôle de Tara dans la série télévisée The Walking Dead.
Après quelques films et apparitions télévisées, Danny Masterson se fait connaître avec son rôle de Steven Hyde dans la série That '70s Show, entre 1998 et 2006, où il joue l'un des amis du personnage principal, Eric Forman.
Il rencontre Bijou Phillips en 2004 lors d'un tournoi de poker. Ils se fiancent en 2009 et se marient en 2011 dans un château en Irlande. Le 14 février 2014, elle accouche de leur premier enfant, une petite fille nommée Fianna.
L'année 2012 le voit de retour à la télévision avec le rôle de Milo Foster dans la sitcom américaine Men at Work. Celle-ci est annulée en mai 2014.
Il est membre de l'église de scientologie.
En 2017, il est renvoyé par Netflix de la série The Ranch à la suite de multiples accusations pour viols. En 2019, il est visé par une nouvelle plainte pour harcèlement et atteinte à la vie privée.

### Autres activités
En dehors de sa carrière d'acteur, il est DJ dans plusieurs clubs de Los Angeles, sous le pseudonyme de DJs DonkeyPunch puis DJ Mom Jeans. Danny Masterson coanime avec Brent Bolthouse une émission, « Feel My Heat », sur la station de radio Indie 103.1.
Il est copropriétaire d'un restaurant de Los Angeles, le Dolce, avec Wilmer Valderrama et Ashton Kutcher, et il a également investi avec son frère Christopher et Laura Prepon dans le Card Player Magazine (en).

## Affaire judiciaire
Danny Masterson a été condamné le 31 mai 2023 lors de son second procès à une peine de 30 ans de prisonpar le tribunal de Los Angeles après avoir été reconnu coupable de viol sur deux femmes. Les faits reprochés se sont déroulés entre 2001 et 2003, période durant laquelle l'acteur était en pleine ascension dans le milieu du divertissement. Les victimes, qui avaient toutes deux des liens avec l'Église de Scientologie, ont déclaré que les agressions avaient eu lieu dans la maison de Masterson à Hollywood Hills.
Le procès a attiré une attention médiatique considérable et a duré plusieurs semaines. Les témoignages des victimes ont été particulièrement marquants, décrivant des agressions où elles auraient été droguées avant d'être attaquées. Ces récits ont mis en lumière non seulement les événements traumatisants qu'elles ont vécus, mais aussi les effets durables sur leur bien-être psychologique. Au-delà des agressions elles-mêmes, le procès a également révélé un climat de peur au sein de l'Église de Scientologie, où des membres ont affirmé avoir été dissuadés de signaler les abus aux autorités en raison des politiques internes de l'organisation.
Le premier procès de Masterson, qui s'est tenu en 2022, avait abouti à un jury bloqué (jury qui ne parvient pas à  se mettre d'accord sur une décision), ce qui a conduit à la tenue d'un second procès en mai 2023. Après plusieurs jours de délibération, le jury a finalement jugé Masterson coupable de deux chefs d'accusation de viol par usage de la force ou de la peur. Il a été condamné à une peine de 30 ans de
Cette affaire a suscité un intense débat public sur plusieurs thèmes cruciaux, notamment le traitement des allégations d'agression sexuelle dans l'industrie du divertissement et le rôle des institutions religieuses dans la protection des agresseurs présumés. Des témoignages ont mis en évidence comment l'Église de Scientologie pouvait exercer une influence sur ses membres pour les inciter à ne pas porter plainte, soulevant ainsi des questions éthiques sur la manière dont certaines organisations peuvent entraver la justice.
Masterson a toujours nié les accusations portées contre lui, affirmant que toutes ses relations étaient consenties et qualifiant les allégations d'être le fruit d'une campagne diffamatoire contre lui. Il a exprimé son intention de faire appel du verdict.
L'affaire Masterson représente un moment clé dans le discours public sur la violence sexuelle et les abus de pouvoir dans le milieu du divertissement.

## Filmographie

### Cinéma

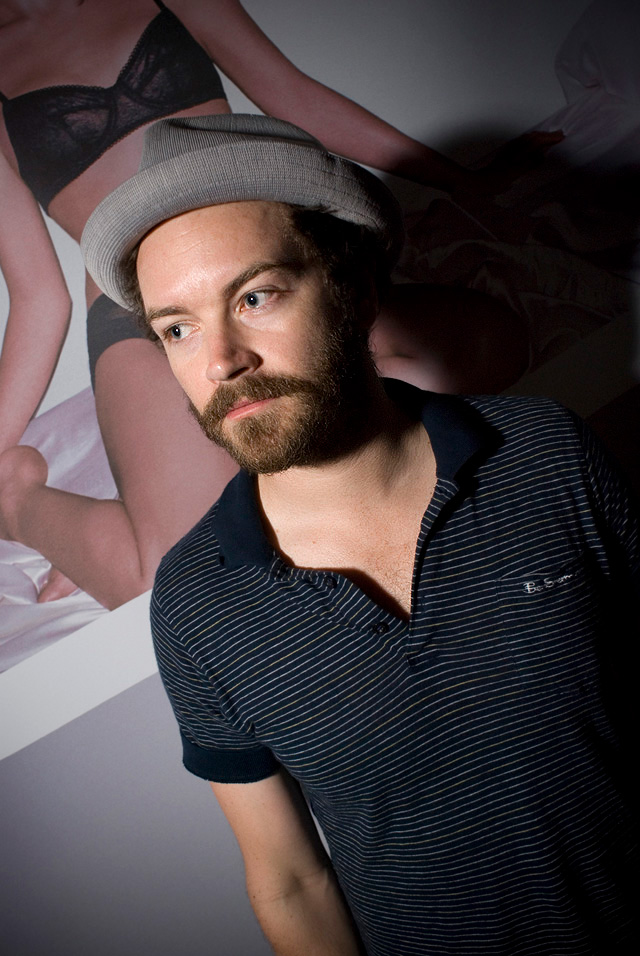
Danny Masterson en 2007

- 1993 : Beethoven 2 (Beethoven's 2nd), de Rod Daniel : Jeff
- 1995 : Bye Bye Love, de Sam Weisman : Mikey
- 1997 : Volte/face (Face/Off), de John Woo : Karl
- 1997 : Trojan War, de George Huang : Seth
- 1997 : Théo mon ami robot (Star Kid) de Manny Coto : Kevin, le petit-ami de Stacey
- 1998 : Wild Horses, de Soleil Moon Frye et Meeno Peluce : Danny
- 1998 : Too Pure, de Sunmin Park : Tipper
- 1998 : The Faculty, de Robert Rodriguez : un élève qui demande de la drogue à Zeke
- 1999 : Dirt Merchant (en), de B.J. Nelson : Dirt Merchant
- 2000 : Dracula 2001 (Dracula 2000), de Patrick Lussier : Nightshade
- 2001 : Alex in Wonder, de Drew Ann Rosenberg : Patrick
- 2002 : Hip, Edgy, Sexy, Cool, de Robert B. Martin Jr. et Aaron Priest
- 2002 : Comic Book Villains (vidéo), de James Robinson : Conan
- 2002 : Hold On (court-métrage), de Glenn Ripps
- 2006 : Puff, Puff, Pass, de Mekhi Phifer : Larry
- 2007 : Smiley Face, de Gregg Araki : Steve, le colocataire
- 2007 : You Are Here, de Henry Pincus : Derek
- 2008 : Capers, de Julian M. Kheel : Fitz
- 2008 : Yes Man, de Peyton Reed : Rooney
- 2009 : Wake, d'Ellie Kanner : Shane
- 2009 : Faits l'un pour l'autre (Made for Each Other) , de Daryl Goldberg : Morris
- 2009 : The Bridge to Nowhere, de Blair Underwood : Kevin
- 2016 : The Duke (Urge) : Neal
- 2018 : Killing Winston Jones de Joel David Moore : Ethan Jones

### Télévision
- 1988 : La loi est la loi (Jake and the Fatman) - Saison 1, épisode 12 : Butch
- 1993 : Joe's Life - Saison 1, épisodes 1 à 11 : Leo Gennaro
- 1994 : New York Police Blues (NYPD Blue) - Saison 2, épisode 6 : John
- 1994 : Roseanne - Saison 7, épisodes 7 et 8 : Jimmy
- 1995 : Extrême (Extreme) - Saison 1, épisodes 1 à 7 : Skeeter
- 1996 : Pâques sanglantes (Seduced by Madness: The Diane Borchardt Story) (mini série TV) - 2e épisode : Seth
- 1996 : American Gothic - Saison 1, épisode 11 : Ray
- 1996 : Tracey Takes On... - Saison 1, épisode 5 : King le chien
- 1996 : La Vie à cinq (Party of Five) - Saison 2, épisodes 19, 21 et 22 : Matt
- 1996 : La Mort au bout du voyage (Her Last Chance) (TV), de Richard A. Colla : Ryan
- 1996-1999 : Cybill - 15 épisodes : Justin Thorpe
- 1997 : New York Police Blues (NYPD Blue) - Saison 4, épisode 12 : Will Scheltema
- 1997 : Sliders : Les Mondes parallèles (Sliders) - Saison 3, épisode 24 : Renfield
- 1998-2006 : That '70s Show (série télévisée) : Steven Hyde
- 2001 : Strange Frequency (TV), de Mary Lambert et Bryan Spicer : Randy (segment Disco Inferno)
- 2001 : Parents à tout prix (Grounded for Life) - Saison 2, épisode 1 : Vince
- 2001 : Ondes de choc (Strange Frequency) - Saison 1, épisode 8 : Randy
- 2001 : Comment fabriquer un monstre (How to Make a Monster) (TV), de George Huang : Jeremy (non crédité)
- 2003 : Les Rois du Texas (King of the Hill) - Saison 7, épisode 10 : Cory (voix)
- 2005 : Robot Chicken - Saison 1, épisodes 3 et 14 : Cadet COBRA / Radio DJ / Redneck Father / Steven Hyde / Officier Jon Baker (voix)
- 2005 : Entourage - Saison 2, épisode 3 : Lui-même
- 2005 : Dead Zone (The Dead Zone) - Saison 4, épisode 8 : Dr Alex Conners
- 2006 : Kim Possible - Saison 3, épisode 14 : Quinn (voix)
- 2010 : Playing with Guns (TV), de Brian Robbins
- 2011 : Raising Hope, saison 1 épisode 22 : le premier petit copain de Lucy, déclencheur de sa folie meurtrière
- 2012-2014 : Men at Work (TV), de Breckin Meyer : Milo
- 2016-2018 : The Ranch (TV) : Jameson « Rooster » Bennett
- 2016-2018 : Easy (TV) : Annie’s Boyfriend